# L’Europa riconosciuta
L’Europa riconosciuta (deutsch Die wiedererkannte Europa) ist eine Dramma per musica in zwei Akten von Antonio Salieri auf einen Text von Mattia Verazi. Die Uraufführung fand am 3. August 1778 an der Mailänder Scala statt.

## Handlung
Die historischen Notizen, die für Verazi den Hintergrund seines Librettos bildeten, stammten aus der Genealogia deorum gentilium von Giovanni Boccaccio; die Handlung spielt in Tyros, der phönizischen Hauptstadt und deren Umgebung.

### Vorgeschichte
Asterio, König von Kreta, hat die schöne Prinzessin Europa, die bereits mit dem Prinzen Isseo verlobt war, aus Tyros geraubt und heimlich zur Frau genommen. Ihr Vater Agenor, der König von Tyros, beauftragte seine Söhne, sie zu suchen, den Frevel zu rächen und sie zurückzubringen. Als keiner der Söhne zurückkehrt und Agenor sie für tot halten muss, regelt er die Thronfolge derart, dass seine Nichte Semele, ihrerseits nunmehr Isseo in Liebe verbunden, dem adeligen Krieger zur Frau gegeben werden soll, der seinen Racheschwur einlösen kann und den ersten Fremden tötet, der sich Tyros nähert. Auf die Nachricht von Agenors Tod bricht Asterio mit Europa nach Tyros auf, um ihren Thronanspruch anzumelden. Hier beginnt die Handlung der Oper.

### Erster Akt
Die Ouvertüre (Tempesta di mare) malt den Seesturm aus, der die kretischen Schiffe zerstört. Asterio, Europa und ihr kleiner Sohn werden mit einem Teil ihres Gefolges an den Strand gespült. In der ersten Szene erfährt man nach einer Cavatine Asterios (I.1: „Sposa … Figlio … Ah voi piangete!“) die Vorgeschichte. Schon naht Egisto, ein phönizischer Vasall, mit einer Eskorte berittener Soldaten und nimmt die Fremden gefangen (I.2: Terzett mit Chor). Egisto stammt aus einer entfernten Provinz und hat daher Europa noch nie gesehen. Er führt die Fremden zum Palast, um die von Agenor geforderte Rache an Asterio vollziehen und so den Thron mit Semele teilen zu können. 
Einem Disput Semeles mit Egisto (I.3: Szene und Duett) folgt eine kriegerische Marcia mit Chor: Isseo kehrt mit seinen Truppen und mit Gefangenen von einem siegreichen Feldzug aus Zypern zurück (I.4: „Le spoglie guerriere“). Semele begrüßt den Feldherrn und lässt keinen Zweifel daran, dass sie ihn heiraten will, obwohl er einst mit Europa verlobt war. Isseo willigt ein (I.5: Duett „Ah se gli affetti miei“). 
Die Granden des Reichs haben sich zum Hohen Rat versammelt (I.6: Chor „O Temide immortale“). Asterio wird von Egisto verhört. Als Europa auf den Plan tritt, wird sie von allen wiedererkannt (Accompagnato „Il re di Creta“). Eifersüchtig beobachtet Semele die Freude und Verwirrung Isseos, Europa wiederzusehen. Sie beschließt, Egisto in seinem Plan zu unterstützen, Asterio umzubringen (I.7: Finale I „Qual silenzio“).

### Zweiter Akt
Egisto versucht Isseo zu überreden, mit Europa zu fliehen und genießt die Vorfreude seines Triumphes (II.1: Arie „Vantar di salda fede“). Heimlich trifft Isseo Europa. Ihre Liebe scheint wieder aufzublühen, doch die Ehrenhaftigkeit der ihrem Gatten treuen Europa bringt diese dazu, ihre Neigung zu Isseo zu unterdrücken (II.2: Arie des Isseo und Duett mit Europa „Perder l’oggetto amato“; II.3: Arie der Europa „Ah, io sento il suo tormento“). Semele, allein in ihrem Zimmer, ist von Eifersucht und Zweifeln geplagt (Cavatine II.4: „Fra mille pensieri“). Isseo kommt und klärt sie über die Intrige Egistos auf; Semele ist außer sich (II.5: Arie „Mi lascia in abbandono“). 
Im Tempel der Rache nimmt Asterio Abschied von Europa und seinem Sohn und wird von Priestern zum Opfertod geleitet (II.6: Arie „Del morir l’angoscie adesso“; II.7: Chor der Priester „Sul mesto tumulo“). Plötzlich kommt es zum Kampf: Isseos Truppen treten gegen die Usurpatoren an, im Zweikampf tötet Isseo Egisto (II.8: Szene „Stragi o ritorte“). Isseo stellt sich schützend vor Semele. Diese singt eine große, oboenbegleitete Bravourarie (II.9: „Quando, più irato freme“). 
Finale und Schlusschor (II.10: „A regnar su questa sede“): Europa wird als legitime Königin wieder anerkannt, sie und Asterio verzichten aber zugunsten von Isseo und Semele großmütig auf den Thron.

## Entstehung und Komposition
Salieri schrieb seine große Opera seria zur Einweihung des mittlerweile weltberühmten Teatro alla Scala in Mailand. Ursprünglich sollte Christoph Willibald Gluck die Eröffnungsoper schreiben, dieser lehnte jedoch aus terminlichen Gründen ab und schlug stattdessen seinen Freund und Schüler Salieri vor. Als Librettist stand Salieri der Privatsekretär und Hofpoet des bayerisch-pfälzischen Kurfürsten Karl Theodor zur Seite: Mattia Verazi (ca. 1730–1794), ein äußerst progressiv eingestellter Künstler, der schon mit Johann Christian Bach, Ignaz Holzbauer, Niccolò Jommelli oder Tommaso Traetta zusammengearbeitet hatte und sehr darum bemüht war, der ernsten Oper mit unkonventionellen dramaturgischen Ansätzen zu einer neuen Blüte zu verhelfen.
Salieris für ihre Zeit durchaus fortschrittliche Komposition vermischt Elemente der neueren Gluck’schen Reformoper mit den traditionellen Mitteln der Opera seria. So findet sich z. B. keine vom Stück unabhängige, austauschbare Ouvertüre, die Handlung setzt mit einem musikalischen Seesturm – Tempesta di mare genannt – unmittelbar ein. Neben den Bravourarien finden sich auch kurze Ariosi, Ensembles, Chöre und zahlreiche Accompagnati, die Salieri einschaltet, um mit größeren dramaturgischen Einheiten dem Schematismus der typischen Nummernoper entgegenzuwirken.
Dem Brauch der Zeit entsprechend wurden in die Aufführung zwei große, von Claude Le Grand (ca. 1742–1818) und Giuseppe Canziani choreographierte Ballette integriert, Pafio e Mirra ossia I prigionieri di Cipro nach dem ersten Akt und Apollo placato ossia La riapparizione del sole dopo la caduta di Fetonte nach dem zweiten. Die Musik zum ersten Ballett stammte aus Salieris Feder und ist nahezu komplett erhalten, das zweite Ballett wurde von Louis de Baillou [auch Baylou, Baillon, Ballion, Ballioni, Baglioni] (ca. 1735–ca. 1809) vertont und gilt als verschollen. Die ganze Aufführung beschloss eine ebenfalls verschollene Huldigungsmusik Salieris, die aus einem Accompagnato und einer Arie mit anschließendem Chor bestand.

## Zeitgenössische Rezeption
Die Premiere des Werkes wurde enthusiastisch gefeiert, nicht zuletzt wegen der prachtvollen Inszenierung und der Mitwirkung von Sängern wie der Sopranistin Franziska Lebrun-Danzi in der Rolle der Semele. Die Oper enthält außergewöhnlich schwierige Gesangspartien, deren Koloraturen zum Komplexesten zählen, was in der Zeit der Klassik überhaupt für Singstimmen komponiert wurde. Das Werk wurde in der Folgezeit nie wieder aufgeführt, jedoch wurden einzelne Arien zu Salieris Lebzeiten immer wieder konzertant aufgeführt, wie viele Abschriften beweisen.
Die Ouvertüre der Oper hat Salieri später mit leichten Veränderungen in sein „Dramma eroicomico“ Cesare in Farmacusa aus dem Jahre 1800 übernommen, von wo aus sie deutlich auf das Gewitter in Ludwig van Beethovens 6. Sinfonie (Pastorale) eingewirkt hat.

## Aufführungen in neuerer Zeit
Erst im Dezember 2004 erlebte die Oper ihre erste Neuinszenierung: Zur Wiedereröffnung der renovierten Scala wurde sie u. a. mit Diana Damrau, Desirée Rancatore und Genia Kühmeier unter der musikalischen Leitung von Riccardo Muti, in der Regie von Luca Ronconi sowie im Bühnenbild und den Kostümen von Pier Luigi Pizzi mit großem Erfolg wieder aufgeführt und von zahlreichen Rundfunk- und Fernsehanstalten weltweit übertragen. Ein Mitschnitt ist inzwischen auf DVD verfügbar. Eine konzertante Aufführung der Oper fand noch vor der Mailänder Premiere im Wiener Konzerthaus statt.  
Die Sopranistin Diana Damrau singt auf ihrem im November 2007 erschienenen Album zwei Ausschnitte aus der Oper, die Arie der Europa „Ah lo sento il suo tormento“, sowie Semeles Arie mit obligater Oboe „Quando più irato freme“.
Die bei der Mailänder Wiederaufführung gespielte Ballettsuite, die hauptsächlich aus Nummern der Ballettoper Don Chisciotte alle nozze di Gamace bestand, wird von Muti mittlerweile auch regelmäßig in Konzerten aufgeführt, z. B. in Wien 2006 (mit den Wiener Philharmonikern) und in Paris und Budapest 2008 (mit dem Orchestre National de France).
Das von dem Komponisten Timo Jouko Herrmann neu editierte und teilweise rekonstruierte originale Ballett Pafio e Mirra wurde im Oktober 2007 von den Heidelberger Sinfonikern unter der Leitung von Thomas Fey erstmals wieder aufgeführt und auf CD veröffentlicht.